# HD 47186 c
HD 47186 c è un pianeta extrasolare orbitante intorno alla stella HD 47186, localizzata a 129 anni luce dal nostro sistema solare nella costellazione del Cane maggiore. Questo pianeta ha una massa minima pari a 0,35061 volte quella di Giove, oppure 1,1712 volte quella di Saturno. Impiega 3,7059 anni per completare una rivoluzione intorno alla propria stella. La sua distanza dalla stella è raffrontabile con quella dell'asteroide Vesta dal Sole.